# Sans titre (film)
Pour les articles homonymes, voir Sans titre.
Pour plus de détails, voir Fiche technique et Distribution.
Sans titre est un court métrage français réalisé par Leos Carax, sorti en 1997.
Alors que Carax n'avait pas sorti de film depuis six ans (Les Amants du Pont-Neuf, 1991), le festival de Cannes lui a commandé un court métrage où « il donnerait de ses nouvelles. »
Tourné en vidéo, le film est projeté, sans titre, pour faire l'ouverture de la section Un certain regard avec Marius et Jeannette, pour le cinquantième anniversaire du Festival, dans le but de trouver des financements pour le projet suivant de Carax, Pola X.
Le Monde écrit dans son édition du 9 mai 1997 : « La réponse du réalisateur - fulgurance de huit minutes trente-sept secondes dépourvue de titre - rassure d'abord parce qu'elle témoigne de la puissance intacte d'un créateur qui allie virtuosité, mystère et émotion intime en un montage époustouflant qui entremêle l'histoire du cinéma et celle du cinéaste ». Les Inrocks parlent de « splendeur convulsive, de mélancolie rageuse, de cinéma total et surconcentré ».

## Synopsis
Selon le générique, Sans titre comporte des extraits de La Foule et de La Nuit du chasseur, des photographies d'Anne Dion, des archives de l'INA, des actualités filmées, des images de guerre de l'ECPA, des danseuses de ballet filmées par les frères Lumière, des images de volcans par les Krafft. Les chansons utilisées sont Don't Call Me Darling de The Fall, Famous Blue Raincoat de Leonard Cohen, You're Under Arrest de Miles Davis, The Cockfighter de Scott Walker, Doom. A Sigh d'István Márta (en), Vole mon dragon (extrait d'un spectacle de Stanislas Nordey) de Michel Zücher et La petite mort de Claus Kühnl.

## Fiche technique
- Réalisateur : Léos Carax
- Producteurs : Bruno Pésery et Albert Prévost
- Sociétés de production : Institut National de l'Audiovisuel, Pola Production et Theo Films
- Image : Éric Gautier, Jean-Charles Cameau, Stéphane Fontaine et Sophie Lemaître. Sont aussi remerciés Charlie Van Damme et Pierre Berlot
- Son : Élie Poicard, Laurent Poirier et Gérard Rousseau

## Distribution
- Guillaume Depardieu
- Katerina Golubeva
- Catherine Deneuve
- Leos Carax (crédité comme LC)
- Laurent Roussel
- Alain Cuny : voix
- Carla : voix